# Ямно (Мазовецьке воєводство)
Ямно (пол. Jamno) — село в Польщі, у гміні Слубіце Плоцького повіту Мазовецького воєводства.
Населення — 128 осіб (2011).
У 1975-1998 роках село належало до Плоцького воєводства.

## Демографія
Демографічна структура станом на 31 березня 2011 року:
|          | Загалом | Допрацездатний вік | Працездатний вік | Постпрацездатний вік |
| -------- | ------- | ------------------ | ---------------- | -------------------- |
| Чоловіки | 67      | 23                 | 33               | 11                   |
| Жінки    | 61      | 12                 | 31               | 18                   |
| Разом    | 128     | 35                 | 64               | 29                   |